# Renato Corsetti
Renato Corsetti (ur. 29 marca 1941 w Rzymie, zm. 1 lutego 2025 w Londynie) – włoski esperantysta. W latach 2001–2007 pełnił funkcję prezesa Universala Esperanto-Asocio (UEA). Profesor Uniwersytetu Rzymskiego „La Sapienza”.

## Życiorys
Corsetti urodził się w Rzymie. W 1964 roku obronił doktorat na Uniwersytecie Rzymskim „La Sapienza z ekonomii. Studiował zarządzanie na uniwersytecie w Turynie. Od 1974 roku zajmował się socjolingwistyką współpracując z profesorem Uniwersytetu La Sapienza Giorgio Cardoną. Od 1980 roku prowadził badania nad dwujęzycznością u dzieci. Od roku akademickiego 1991-92 pracował na wydziale psychologii Uniwersytetu La Sapienza.
Był żonaty z Anną Löwenstein, którą miał dwóch synów. Od 1981 roku mieszkali we Włoszech. W 2015 roku przenieśli się do Wielkiej Brytanii.

## Esperantysta
Corsetti od lat 60. XX wieku był aktywnym esperantystą. W latach 1971–1973 był prezesem TEJO. W latach 2000–2006 członkiem zarządu UEA, w latach 1998–2001 wiceprezesem i prezesem w latach 2001–2007. Od 1999 roku pełnił funkcję sekretarza Akademii Esperanto. Był członkiem zarządu i prezydentem Włoskiej Federacji Esperanto.

## Nagrody
W 2008 roku otrzymał Nagrodę Onisaburo Deguchi. Jest ona przyznawana przez zarząd UEA od 1987 roku za promowanie międzynarodowej przyjaźni i solidarności w duchu Ludwika Zamenhofa i Onisaburo Deguchi. Nagrodzony otrzymuje dyplom i 2000 euro.